# مجلس نقد قطر ودبي

فئات معدنية وورقية من عملة ريال قطر ودبي

أنشئ مجلس نقد قطر ودبي بناء على اتفاقية وقعت من قبل كل من الإمارتين في تاريخ 21 مارس 1966. واستمر تداول عملة الروبية الخليجية من عام 1959 إلى عام 1966، والتي كانت تصدر آنذاك من قبل بنك الهند المركزي وذلك في معظم إمارات الخليج، وكانت مثبتة أمام الجنيه الإسترليني بسعر يعادل 0.186621 جرام ذهب لكل روبية.

## تغيير العملة
قررت الهند تخفيض سعر الروبية الهندية وروبية الخليج بنسبة 35% مما أضطر كل من إمارة قطر وإمارة دبي استخدام الريال السعودي بصورة مؤقتة كبديل لروبية الخليج، واتفقا على إنشاء مجلس نقد مشترك سمي مجلس نقد قطر ودبي ووقع له في تاريخ 21 مارس 1966.
وأصدر ريال قطر ودبي في تاريخ 18 سبتمبر 1966 وثبت على قيمة 0.186621 جرام من الذهب الخالص (يعادل قيمة روبية الخليج قبل قرار التخفيض).

## إلغاء مجلس نقد قطر ودبي
دخلت امارة دبي في تاريخ 2 ديسمبر 1971 في اتحاد الإمارات العربية المتحدة وأصبحت عضوا فيه، مما استدعى إصدار مرسوم أميري قطري (رقم 6) في مايو 1973 بإلغاء مجلس نقد قطر ودبي. وتم إصدار مرسوم أميري قطري آخر (رقم 24) لعام 1973 يسحب بموجبه ريال قطر ودبي من التداول.

## بديل مجلس نقد قطر ودبي
بعد إلغاء مجلس نقد قطر ودبي، تم تأسيس مؤسسة النقد القطري في عام 1973، والتي أصدرت عملة جديدة عرفت بريال قطري (العملة المتداولة حتى اليوم) وأوكلت إليها مهام المحافظة على استقرار سعر صرف الريال القطري مقابل العملات الأخرى وسهولة تحويله. أما دبي فقد دخلت ضمن لوائح وقوانين دولة الإمارات العربية المتحدة الاقتصادية وإصداراتها من العملات الورقية والمعدنية.